# Callinet

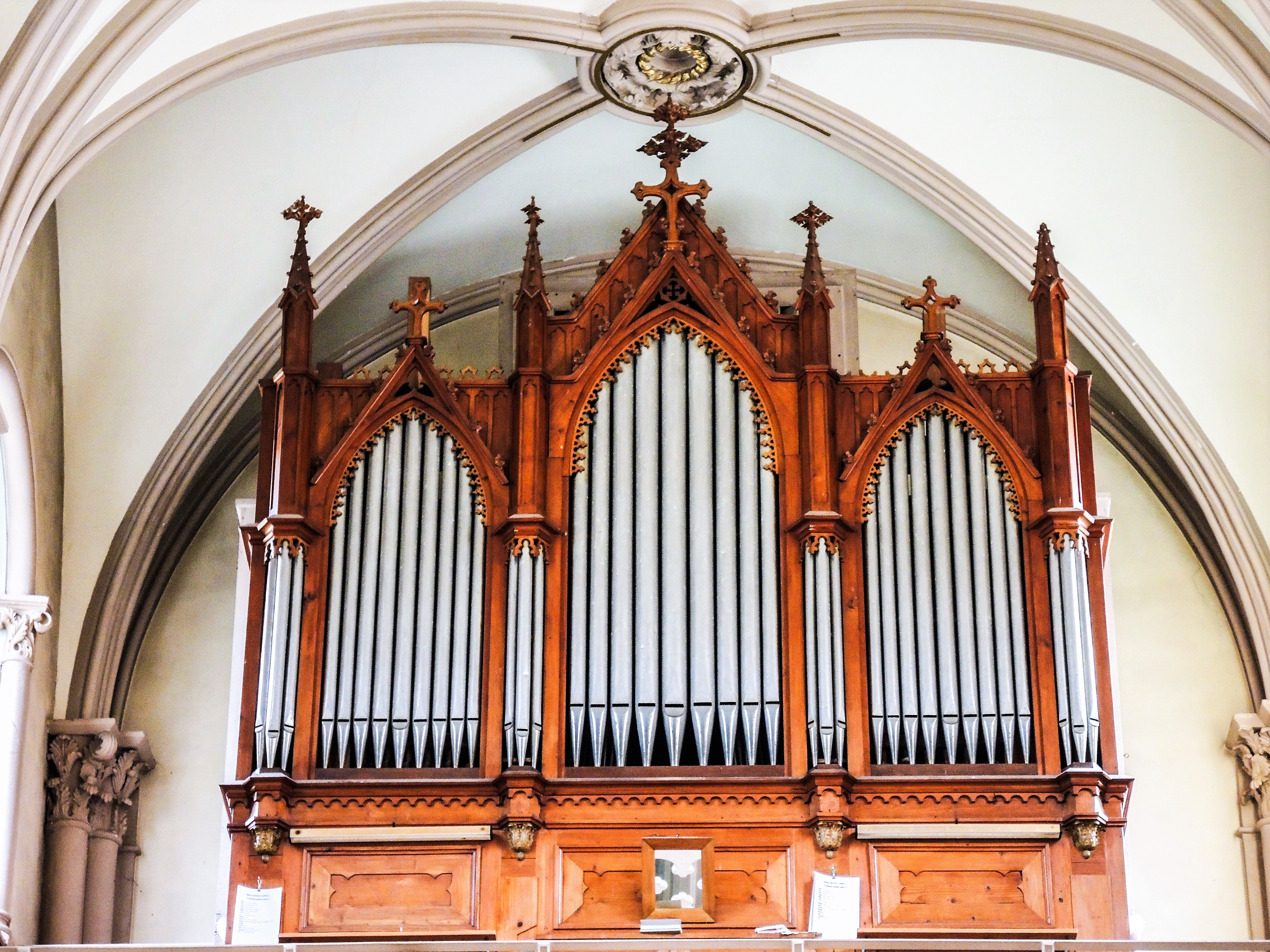
Un orgue Canillet del 1851

Els Callinet van ser una família d'orgueners originària de Rouffach, a Alsàcia, i que van exercir llur ofici aproximadament entre els anys 1775 i 1890.
Louis Canillet (1797-1846) s'associà amb el músic i organista Félix Danjou, i quan aquest cansat d'invertir diners en l'empresa li negà certa quantitat pel desenvolupament del negoci, trencà tot el que s'havia construït sota la seva direcció i dissolgué la societat, treballant des de llavors com a simple obrer. El seu cosí Ignasi, nascut el 1803, construí nombrosos orgues, la majoria dels quals es troben a Alsàcia i a Suïssa.